# Baldovin
Baldovinⓘ – wieś w Rumunii, w okręgu Hunedoara, w gminie Baia de Criș. W 2011 roku liczyła 100 mieszkańców.